# محمود کلهر
محمود کلهر (زاده ۵ مرداد ۱۳۴۵ تهران) بازیکن سابق و مربی فوتبال اهل ایران است. وی سابقه بازی در تیم‌های ملی، پرسپولیس تهران، پاس تهران، استقلال تهران را دارد.
کلهر سابقه سرمربی‌گری تیم‌های داماش و کوثر تهران و همچنین مدیریت اجرایی تیم‌های پایه پرسپولیس، مدیریت آکادمی فوتبال باشگاه راه‌آهنو مدیریت آکادمی سرخپوشان جوان پاینده را نیز در کارنامه خود دارد.

## زندگی‌نامه
محمود کلهر در روز پنجم مرداد ماه ۱۳۴۵ در تهران متولد شد. او فرزند آخر خانواده می‌باشد.
علاقه محمود کلهر به فوتبال از سال‌های کودکی شکل گرفت.
شروع فعالیت حرفه‌ای او از تیم‌های جوانان پایه هما آغاز گردید و سپس به تیم جوانان و بزرگسالان استقلال در سال ۱۳۶۴ پیوست و پس از آن با توجه به ضرورت سپری کردن خدمت مقدس سربازی، در طی این ۲ سال به تیم ژاندارمری ملحق گشت و پس از این سال‌ها به ترتیب عضو تیم‌های استقلال از سال ۱۳۶۶ تا ۱۳۶۹، پاس تهران در سال ۱۳۷۰ و در آخر عضو تیم پرسپولیس در سال‌های ۱۳۷۰ تا ۱۳۷۷ گشت.

## دعوت به تیم‌های ملی
محمود کلهر به ترتیب به تیم‌های ملی ارتش به دعوت مهدی مناجاتی در سال ۱۳۶۵، تیم ملی امید به دعوت پرویز دهداری در سال ۱۳۶۸، تیم ملی به دعوت علی پروین در سال ۱۳۷۱ و تیم ملی داخل سالن (فوتسال) به دعوت محمد مایلی کهن در سال ۱۳۷۱ ملحق گشت.

## افتخارات فردی
- بهترین گلزنان در سال ۱۳۶۴ به همراه جوانان استقلال با ۱۵ گل
- پدیده مسابقات در سال ۱۳۶۴ در تیم استقلال
- نفر دوم بهترین گلزنان در جام باردولوی هندوستان با ۵ گل زده به همراه تیم استقلال
- بهترین بازیکن زمین در جام باشگاه‌های آسیا مقابل الاتحاد عربستان و گل زده شده توسط کلهر در این مسابقه جزو ده گل برتر آسیا شناخته شد
- بهترین گلزن پرسپولیس در مسابقات داخل سالن (فوتسال) جام رمضان با ۱۴ گل زده در سال ۱۳۷۳

## افتخارات قهرمانی
- قهرمان باشگاه‌های تهران به همراه تیم بزرگسالان و جوانان استقلال
- قهرمان جام باردولوی هندوستان به همراه تیم استقلال در سال ۱۳۶۷
- قهرمان جام میلز هندوستان به همراه تیم استقلال در سال ۱۳۶۷
- قهرمان لیگ برتر (آزادگان) به همراه تیم استقلال در سال ۱۳۶۸
- قهرمان لیگ برتر (آزادگان) به همراه تیم پاس تهران در سال ۱۳۷۰
- قهرمان جام میلز هندوستان به همراه تیم پاس تهران در سال ۱۳۷۰
- نایب قهرمان جام برندگان جام آسیا به همراه تیم پرسپولیس در سال ۱۳۷۲
- نایب قهرمان لیگ برتر (آزادگان) به همراه تیم پرسپولیس در سال ۱۳۷۱ و ۱۳۷۲
- قهرمان لیگ برتر (آزادگان) به همراه پرسپولیس در سال ۱۳۷۴ و ۱۳۷۵
- مقام سوم باشگاه‌های آسیا به همراه پرسپولیس در سال ۱۳۷۵

## دوران سرمربیگری
- سرمربی تیم سرخپوشان تیم امید در سال ۱۳۸۳
- سرمربی تیم کوثر تهران در لیگ ۱ کشور در سال‌های ۱۳۸۶ و ۱۳۸۷
- مدیر آکادمی باشگاه پرسپولیس در سال‌های ۱۳۸۵ و ۱۳۸۶
- سرمربی داماش در لیگ ۲ کشور در سال‌های ۱۳۸۴ و ۱۳۸۵
- مدیر مدارس فوتبال پرسپولیس از سال ۱۳۸۵ تا ۱۳۸۸
- سرمربی داماش در سال ۱۳۸۷
- مدیر آکادمی باشگاه راه‌آهن از سال ۱۳۹۰ تا ۱۳۹۳
- سرمربی تیم رسانه ورزش از سال ۱۳۸۹ تا کنون
- مدیر آکادمی سرخپوشان جوان پاینده

## آکادمی فوتبال محمود کلهر
آکادمی فوتبال محمود کلهر از سال ۱۳۸۰ به صورت مستمر در تمام طول سال در دانشکده تربیت بدنی تا این لحظه مشغول به فعالیت می‌باشد و از این آکادمی بازیکنان زیادی به تیم‌های ملی و باشگاهی معرفی شدندو جزو یکی از بهترین مدارس فوتبال ایران بوده و اینکه دارای کارگاه‌های آموزشی زیادی برای سنین ۶–۸ سال، ۸–۱۰ سال، ۱۰–۱۲ سال، ۱۲–۱۴ سال، ۱۴–۱۶ سال ،۱۶–۱۸ سال، ۱۸–۲۰ سال می‌باشد.

## تیم رسانه ورزش
تیم رسانه ورزش متشکل از خبرنگاران و عکاسان خبرگزاری‌ها و روزنامه‌های معتبر و همچنین گزارشگران تلوزیونی فعالیت خود را از آبان سال ۱۳۸۶ با هدف انجام ورزش منظم و برقراری ارتباط بیشتر بین فعالان رسانه ورزشی آغاز کرده‌است. محمود کلهر نیز از سال ۱۳۸۹ تا کنون سرمربی این تیم می‌باشد.